# Isabella De Monte

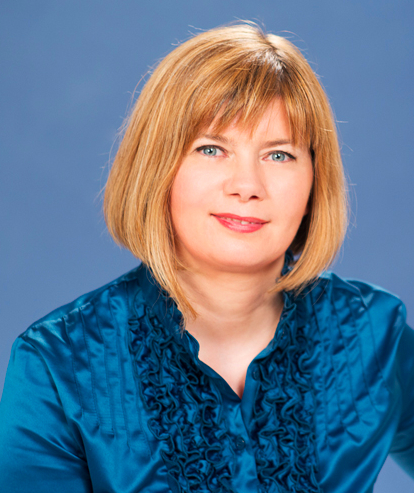
Isabella De Monte (2012)

Isabella De Monte (* 23. Juni 1971 in Udine) ist eine italienische Politikerin der Partito Democratico. Sie war von 2013 bis 2014 Senatorin, anschließend bis 2019 Mitglied des Europäischen Parlaments.

## Leben
De Monte absolvierte ein Jurastudium und war anschließend als Anwältin in Udine tätig. Sie begann 1999 ihre Tätigkeit in der Kommunalpolitik, wurde für eine Bürgerliste in den Gemeinderat von Pontebba (Provinz Udine) gewählt, 2009 wurde sie Bürgermeisterin der kleinen Gemeinde. Das Bürgermeisteramt legte sie im Mai 2014 nieder, sie wurde aber erneut in den Gemeinderat gewählt.
Für die Partito Democratico wurde De Monte 2013 als Vertreterin der Region Friaul-Julisch Venetien in den italienischen Senat gewählt. Sie gehörte dem Ausschuss für Verfassungsfragen an. Bei der Europawahl 2014 errang sie einen Sitz des Wahlkreises Nordost-Italien im Europäischen Parlament. Dort war sie Mitglied im Ausschuss für Verkehr und Tourismus und Delegierte im Gemischten Parlamentarischen Ausschuss EU–Ehemalige Jugoslawische Republik Mazedonien (Nordmazedonien).